# Bud Shank
Clifford Everett, detto Bud Shank (Dayton, 27 maggio 1926 – Tucson, 2 aprile 2009), è stato un sassofonista e flautista statunitense di musica jazz, con frequenti incursioni nel genere bossa nova.

## Biografia
Conobbe la notorietà nei primi anni cinquanta suonando il sax contralto e il flauto nella Innovations in Modern Music Orchestra di Stan Kenton, e durante quel decennio lavorò in piccole formazioni jazz. Negli anni sessanta fu a Hollywood come musicista di studio e per la World-Pacific. Nel 1961 esce l'album Brazilliance, Laurindo Almeida Featuring Bud Shank, nel 1962 l'album Brazilliance Vol. 2 - Bud Shank Featuring Laurindo Almeida e nel 1963 l'album Brazilliance Vol. 3, Bud Shank Featuring Laurindo Almeida; negli anni settanta suonò regolarmente con i L.A. Four; negli ultimi tempi abbandonò il flauto per concentrarsi sul sax contralto; ha registrato anche con il sax tenore e baritono. È famoso anche per l'assolo di flauto nel brano California Dreamin' dei Mamas & Papas del 1965.

## Discografia
- 1954 The Compositions of Shorty Rogers (Nocturne Records)
- 1954 Bud Shank and Three Trombones (Pacific Jazz)
- 1955 The Saxophone Artistry of Bud Shank
- 1955 Bud Shank – Shorty Rogers – Bill Perkins (Pacific Jazz)
- 1955 Bud Shank and Bob Brookmeyer (Pacific Jazz)
- 1956 The Bud Shank Quartet (Pacific Jazz)
- 1956 Live at the Haig (Candid Records)
- 1956 Flute 'n Oboe (Pacific Jazz)
- 1956 Jazz at Cal-Tech (Pacific Jazz)
- 1956 Theme Music from "The James Dean Story" (World Pacific Records)
- 1956 Strings & Trombones (Pacific Jazz)
- 1957 Jazz Swings Broadway (Pacific Jazz)
- 1958 I'll Take Romance (World Pacific/Toshiba EMI)
- 1958 Misty Eyes (West Wind Records)
- 1958 The Swing's to TV (Pacific Jazz/Toshiba EMI)
- 1958 Bud Shank and Bill Perkins (Blue Note Records)
- 1958 Bud Shank in Africa (Pacific Jazz)
- 1959 Holiday in Brazil (World Pacific/Ubatuqui)
- 1959 Blowin' Country (World Pacific/Blue Note)
- 1959 Latin Contrasts (World Pacific)
- 1960 Bud Shank Plays Tenor (Pacific Jazz/Toshiba EMI)
- 1960 Slippery When Wet (World Pacific)
- 1960 Flute 'n Alto (World Pacific)
- 1961 Barefoot Adventure (Pacific Jazz)
- 1961 New Groove (Pacific Jazz)
- 1961 The Talents of Bud Shank (Kimberly)
- 1961 Swinging Broadway (Kimberly)
- 1962 Bossa Nova Jazz Samba (Pacific Jazz)
- 1962 Improvisations (EMI)
- 1963 Brasamba! (Pacific Jazz)
- 1963 Folk 'n Flute (World Pacific)
- 1965 Bud Shank & His Brazilian Friends (Pacific Jazz)
- 1966 Bud Shank & the Sax Section (Pacific Jazz)
- 1966 Michelle (World Pacific/EMI Japan)
- 1966 Girl in Love (World Pacific)
- 1966 Flute, Oboe and Strings (World Pacific)
- 1966 California Dreamin' (EMI Japan)
- 1967 Brazil! Brazil! Brazil!
- 1967 Bud Shank Plays Music from Today's Movies (World Pacific)
- 1967 A Spoonful of Jazz (World Pacific)
- 1968 Magical Mystery (World Pacific/EMI Japan)
- 1970 Let It Be (World Pacific)
- 1976 Sunshine Express (Concord Jazz])
- 1978 Heritage (Concord Jazz)
- 1979 Crystal Comments (Concord Jazz)
- 1980 Explorations (Concord Jazz)
- 1983 Yesterday, Today and Forever (Concord Jazz) con Shorty Rogers
- 1984 This Bud's for You... (Muse Records/32 Records)
- 1985 California Concert (Contemporary) con Shorty Rogers
- 1986 Serious Swingers (Contemporary)
- 1986 That Old Feeling (Contemporary)
- 1987 Bud Shank Quartet at Jazz Alley (Contemporary)
- 1989 Tomorrow's Rainbow (Contemporary)
- 1990 Tales of the Pilot: Bud Shank Plays the Music of David Peck (Capri Records)
- 1990 Lost in the Stars: Bud Shank and Lou Levy Play the Sinatra Songbook (Fresh Sound)
- 1990 Drifting Timelessly (Capri)
- 1991 The Doctor Is In (Candid)
- 1992 I Told You So (Candid)
- 1992 The Awakening (New Edition/ Vertriebsges.mb)
- 1995 New Gold (Candid)
- 1995 Lost Cathedral (Itm)
- 1996 Plays the Music of Bill Evans (Fresh Sound)
- 1996 Bud Shank Sextet Plays Harold Arlen (Jimco)
- 1997 Jazz in Hollywood (Original Jazz Classics)
- 1997 By Request: Bud Shank Meets the Rhythm Section (Muse/Milestone)
- 1998 A Flower Is a Lovesome Thing (Koch)
- 1999 After You Jeru (Fresh Sound)
- 2000 Silver Storm (Raw)
- 2002 Plays Tenor (Toshiba)
- 2002 On the Trail (Raw)
- 2003 Cool Fool (Fresh Sound)
- 2005 Bouncing with Bud and Phil (Capri Records)
- 2006 Taking the Long Way Home (Jazzed Media)
- 2006 Brazilliance, Vol. 1/Concert Creations for Guitar (FiveFour)
- 2007 Beyond the Red Door (Jazzed Media)
- 2009 Fascinating Rhythms (Jazzed Media)
- 2011 In Good Company (Capri Records)